# Бехтерський дубовий гай
Бехтерський дубовий гай — лісовий масив, який складається з одного виду дубів. З 1999 року дубовим гаям було присвячено статусу «Пам'ятки природи місцевого значення».

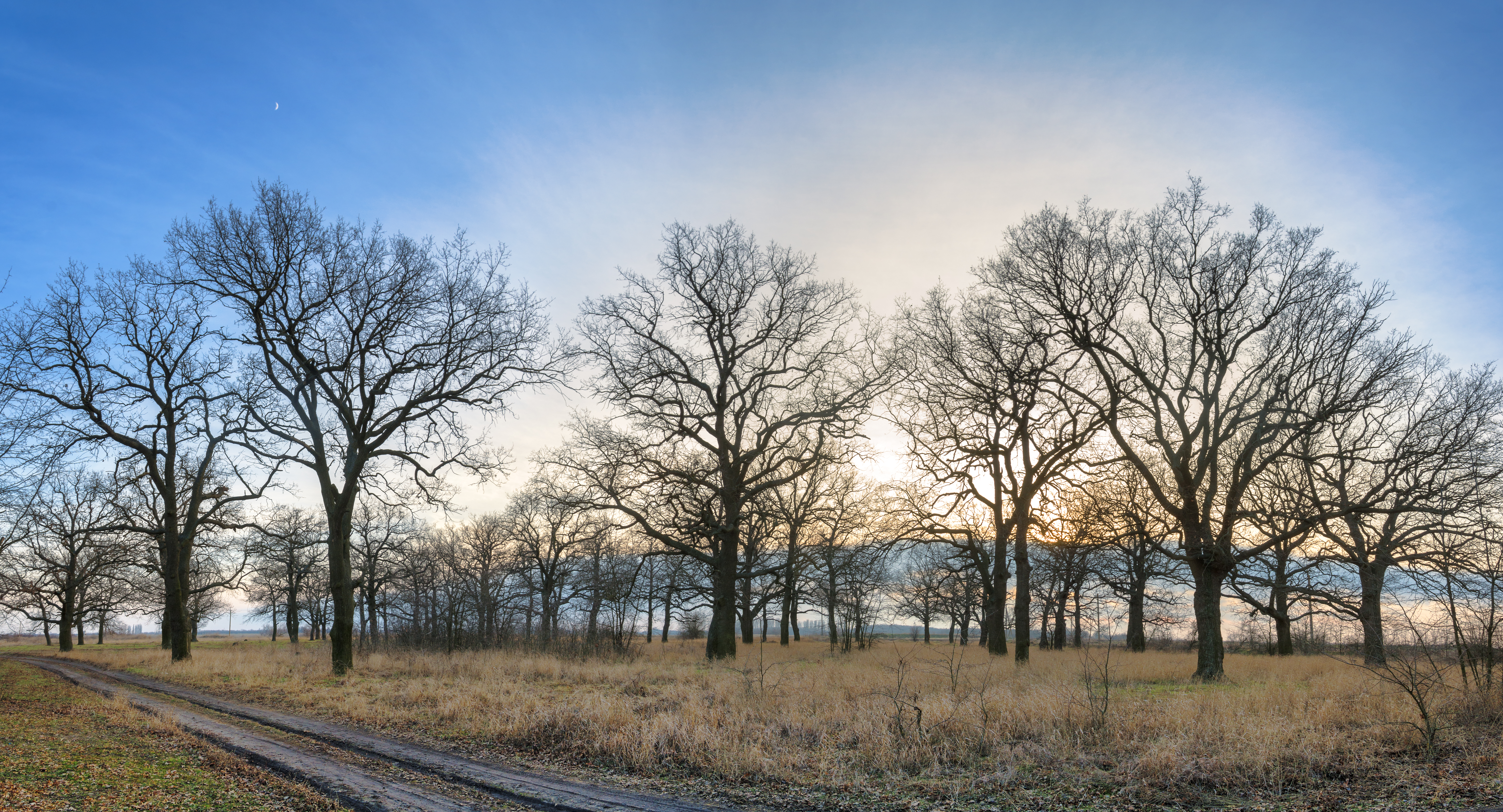
Бехтерський дубовий гай

## Історія створення
Спираючись на матеріали з фонду Сімферопольського архіву і на спогади Дмитра Миколайовича Овсянико — Куликівського («Літературно — критичні роботи» том 2) та беручи до уваги дослідження, проведені автором історичного нарису «Бехтери» Діданом В. М. можна стверджувати, що Бехтерські дубові гаї були посаджені близько 230 років тому. Тобто заснуванні 1770 року. Із трьох дібров, які розташовувалися не далеко одна від одної поблизу озера Лиман — збереглися дві. На місці третьої діброви ще ростуть три дуби — велетні, як свідки величі і краси маєтку родини Овсянико — Куликівських.

## Географічне положення
Бехтерський дубовий гай знаходиться на півдні Україні, у селі Бехтери Голопристанського району Херсонської області. Площа дубового гаю 3 га. Координати: 46° 14' 10"; 32° 19' 31". Дубовому гаю присуджено категорію пам'ятки природи місцевого значення ботанічного типу. Всього налічується 114 дерев дуба, кількох дубів вже немає. На сьогоднішній день дана пам'ятка природи підпорядкована виконавчому комітету Бехтерської сільської ради.
Природні умови (положення в системі фізико-географічного районування)

## Фізико— географічне районування
Місце розташування гаю — село Бехтери.
Бехте́ри — село в Україні, Голопристанському районі Херсонської області. Населення становить 3045 осіб. Географічні координати — 46°14′55″ пн. ш. 32°17′33″ сх. д. Середня висота над рівнем моря — 7 м. Площа — 4,535 км². Густота населення — 671,44 осіб/км². Орган місцевого самоврядування — Бехтерська сільська рада. Відстань від Херсона до Голой Пристані 46 км. Від Голой Пристані до с. Бехтери 40 км.

## Гідрографія
На південний схід від села Бехтери міститься озеро Лиман, яке є найбільшим з трьох озер. Воно знаходиться неподалік Бехтерського дубового гаю. На південному заході — озеро Аул, на північному заході — озеро Бехтерка.

## Клімат
Голопристанський район, як і вся Херсонська область, займає найбільш несприятливу в агрономічному відношенні частину території України — сухий степ. Кожні чотири роки з десяти навесні і на початку літа відзначаються інтенсивні суховії. Кожні п'ять років з одинадцяти бувають посушливими. Весняні заморозки припиняються в третій декаді квітня, а перші настають у другій декаді вересня. Клімат   континентальний, жаркий, посушливий. Безморозний період продовжується 175—180 днів, а вегетаційний 215—225 днів; Основна кількість опадів (60 — 70 %) приходиться на теплий період року переважно у виді злив, що, як правило, супроводжуються грозою, шквалистим вітром, а іноді і градом. Характерні тривалі бездощові періоди тривалістю 50 — 60 днів і більше. Сніжний покрив невисокий і хитливий.
Висока температура і низька вологість повітря обумовлюють інтенсивний випар з поверхні ґрунту і транспірацію.

## Ґрунти
Територія дубового гаю знаходиться в зоні Сухих Степів, що на півдні України, де розлягається причорноморська низовина. Її поверхня плоско-рівнинна. Низовина поступово знижується до Чорного моря. Сухий степ приурочений до крайньої південної частини Причорноморської низовини і крайньої північної частини Кримського півострова. Зона сухого степу займає 3 % території країни. На даній території переважають  саме темно — каштанові ґрунти, які в цілому переважають у зоні сухого степу, що становить 71 % від усіх типів ґрунтів Голопристанського району.

## Созологічна характеристика
Бехтерський дубовий гай, як вже відомо знаходиться на півдні Україні, в селі Бехтери Голопристанського району Херсонської області. Площа дубового гаю 3 га. Рік заснування 1770. Всього налічується 114 дерев дуба, кількох дубів вже немає. Пам'ятки природи мають велике значення для охорони територій або окремих об'єктів, що мають особливу цінність і є унікальними або типовими для даного регіону. На території пам'ятки природи забороняється будь-яка діяльність, що загрожує їх збереженню або призводить до деградації чи зміни первісного стану.

## Сучасний стан
На сьогоднішній день дана пам'ятка природи підпорядкована виконавчому комітету Бехтерської сільської ради. Протягом останніх 25 років на сесіях депутатів та засіданнях виконкому сільської ради неодноразово піднімалося питання про стан дубових гаїв. Про що свідчить протоколи засідань та прийняті рішення щодо покращення ситуації по збереженню даної пам'ятки природи. За свідченням колишнього сільського голови Бехтерської сільської ради Позднякова Володимира Захаровича у 1999 році було прийнято рішення позачергової сесії депутатів сільради "Про присвоєння дубовим гаям статусу «Пам'ятки природи місцевого значення»
На сьогоднішній день дубові гаї знаходяться у занедбаному стані. Загрозу дубам і довкіллю представляє великий склад з отрутохімікатами. Він розташований на північ від першого дубового гаю. За словами старожилів (Скакун В. О., Блакитної З. О.) у законсервованому і закритому складському приміщенні зберігаються непридатні до застосування засоби хімічного захисту рослин, добрива тощо. Все це просочується в ґрунт і становить загрозу довкіллю.
Незважаючи на те, що за словами сільського голови Бурака М. І. сільська рада тримає на контролі питання чистоти в дубових гаях, фактично такого контролю не спостерігається, оскільки на території, яку займають дубові гаї можна помітити купи сміття, господарських та будівельних відходів. Недобросовісні господарі вивозять у кущі бузку, який росте з північно — західного боку гаю поліетиленові відходи, плівки, пляшки тощо.
Через один із дубових гаїв проходять ґрунтові дороги, по яких проїжджає авто — транспорт, трактори. Це теж є порушенням, яке не допустиме на території Пам'ятки природи місцевого значення.  
Ще одне з найболючіших питань охорони дубових гаїв є випас худоби. Одна з трьох черед випасається поряд із дубовим гаєм, безпосередньо серед дубів.
Навесні коли оживає природа, були випадки необережного поводження з вогнем відпочиваючих  в дубових гаях. Незважаючи на заборону розпалювати вогнища на даній території спостерігаються поодинокі залишки від приготування туристської хащі чи просто від багаття. Пожовкла трава, випалена земля звичайно ж не покращують становища дубів. Майже щорічно восени і, особливо, — взимку є небезпека великої пожежі. Поряд з нижнім дубовим гаєм, біля Лиману є великі зарості очерету. Коли очерет висихає бувають не навмисні і на жаль ненавмисні його підпали. Величезне полум'я зі східного і північного боку Лиману здіймається високо.